# Calytrix duplistipulata
Calytrix duplistipulata är en myrtenväxtart som beskrevs av Lyndley Alan Craven. Calytrix duplistipulata ingår i släktet Calytrix och familjen myrtenväxter. Inga underarter finns listade i Catalogue of Life.